# Tic toc
«Tic Toc» es el segundo sencillo del álbum Sueño Electro II por el grupo de electropop mexicano Belanova. El sencillo fue lanzado oficialmente en descarga digital; en una pre venta del primer álbum de sueño electro: Sueño Electro I. Este sencillo cuenta con la voz de la cantante rusa Lena Katina. Fue producida por Belanova y Armando Ávila. Belanova, y su mánager, fueron los que se acercaron a Lena. A ella le gustó la canción y, por esto, decidieron grabar el sencillo.
La canción es una pista de electropop dance que incorpora detalles eléctricos. «Tic Toc» tuvo una recepción muy positiva y la química entre Belanova y Lena fue muy alabada. Se colocó en el puesto número 89 de la lista de Ritmoson latino. También, gracias a este dueto, Belanova tuvo la oportunidad de ser nominado en los Premios MTV EMA.
El vídeo musical fue dirigido por Daniel Robles (que también ha dirigido vídeos musicales como: Mariposas). «Tic Toc» fue interpretada en el Estadio Azteca durante el concierto de los 40 Principales México.

## Antecedentes
«Tic Toc» fue lanzado por Universal como el de segundo sencillo de Sueño Electro II. La letra de la canción habla sobre vivir la vida, compartir con los amigos, la familia y con tus seres más cercanos. La canción fue escrita y producida por entre ellos mismos. Belanova habló sobre la colaboración que hicieron con Lena: «La [colaboración] que hicimos con Lena fue como todas las colaboraciones de Belanova, espontáneas, sin planear. Lena es una persona que se da a querer mucho. Realmente nos alegramos de haber hecho este dueto con ella». Por otro lado, Lena comentó al respecto: « Los chicos de Belanova son muy amables; su música fue lo que más me encantó de ellos, su estilo es único»

## Vídeo musical
El vídeo musical oficial de «Tic Toc» fue dirigido por Daniel Robles, director de la mayoría de los vídeos de Belanova. El video musical de « Tic Toc» fue protagonizando por los chicos de Belanova y Lena Katina. La grabación del vídeo se realizó durante 3 días en la ciudad de Los Ángeles. Una parte del vídeo fue grabada en la casa de su productor musical y tecladista Sven Martin y, la otra, en un estudio de grabación de Los Ángeles. El vídeo trata sobre la convivencia de los chicos de Belanova y Lena Katina y como se dio la grabación del sencillo.
- Datos: Q5861898